# Liste der Straßennamen von Odivelas
Die Liste der Straßennamen in Odivelas listet Namen von Straßen und Plätzen der Freguesia Odivelas im gleichnamigen  portugiesischen Kreis auf, und führt dabei auch die Bedeutungen und Umstände der Namensgebung an. Aktuell gültige Straßenbezeichnungen sind in Normalschrift angegeben, nicht mehr gültige Bezeichnungen, nach Umbenennung oder Überbauung, in Kursivschrift.
Hinweis: Die Liste ist nicht vollständig

## Straßen in alphabetischer Reihenfolge

### #
- Rua 3 de Abril de 1964 ⊙
benannt nach dem Datum, an dem Odivelas zur Vila erhoben wurde
- Largo 25 de Abril  ⊙
benannt nach dem Tag der Nelkenrevolution am 25. April 1974
- Praceta 25 de Agosto ⊙
benannt nach dem Tag der Gründung der Freguesias Famões und Ramada am 25. April 1989

### A
- Avenida das Acácias ⊙
benannt nach der Pflanzengattung Akazien
- Travessa das Açucenas ⊙
benannt nach der Pflanzengattung Lilien
- Praceta Aleixo Abreu ⊙
benannt nach dem Arzt Aleixo de Abreu (1568–1630)
- Rua Alexandre Herculano ⊙
- Rua Alfredo Roque Gameiro ⊙
- Avenida Amália Rodrigues ⊙
- Rua de Angola
benannt nach der ehemaligen portugiesischen Kolonie Angola
- Largo António Aleixo ⊙
benannt nach dem Dichter António Aleixo (1899–1949)
- Rua António Feliciano Castilho ⊙

### B
- Praceta Bernardino de Almeida ⊙
benannt nach dem Chirurgen Bernardino de Almeida (1813–1888)
- Rua dos Bombeiros Voluntários ⊙

### C
- Rua Cândido Fernandes Oliveira ⊙
- Rua Carlos José Barreiros ⊙
benannt nach dem Journalisten und Brandinspektor Carlos José Barreiros (19./20. Jhd.)
- Rua dos Combatentes da Grande Guerra ⊙
- Rua Combatentes 9 de Abril ⊙
benannt den Soldaten der Vierten Flandernschlacht am 9. April 1918
- Rua Combatentes do Ultramar ⊙

### D
- Avenida Dom Dinis ⊙
- Rua Domingos Sequeira ⊙
- Rua Doutor Sidónio Pais ⊙

### E
- Rua do Espírito Santo ⊙

### G
- Rua Gil Eanes ⊙

### J
- Rua Jaime Martins Barata ⊙
benannt nach dem Maler Jaime Martins Barata (1899–1970)
- Rua Joaquim Agostinho ⊙
benannt nach dem Radsportler Joaquim Agostinho (1943–1984)
- Praceta Jorge de Sena ⊙
- Rua Jorge de Sena ⊙
- Praceta José Afonso ⊙
benannt nach dem Dichter, Sänger und Komponisten José Afonso (1929–1987)

### G
- Rua Guilherme Gomes Fernandes ⊙

### H
- Rua Heróis de Chaimite ⊙

### L
- Rua Laura Aires ⊙
benannt nach der Ärztin und Forscherin Laura Aires (1922–1992)
- Rua Lima Basto ⊙
benannt nach dem Arzt Lima Basto (1911–1971)

### M
- Rua Major Caldas Xavier ⊙
- Rua Major Rosa Bastos ⊙
benannt nach dem Militär und Präsidenten der Câmara Municipal von Loures António Arsénio Rosa Bastos (1883–1956)
- Praceta Maria Afonso ⊙
benannt nach Maria Afonso (1301–1320), uneheliche Tochter des Königs Dionysius, die im Kloster von Odivelas als Nonne lebte
- Largo Mateus Gregório Rodrigues da Costa ⊙
- Praceta Mestre Afonso ⊙
benannt nach dem Arzt Mestre Afonso des 16. Jahrhunderts
- Rua Miguel Rovísco ⊙

### P
- Rua Palmira Bastos ⊙
benannt nach der Schauspielerin Palmira Bastos (1875–1967)
- Avenida Professor Doutor Augusto Abreu Lopes ⊙
- Rua Professor Doutor Egas Moniz ⊙

### S
- Rua Sara Afonso ⊙
benannt nach der Malerin Sara Afonso (1899–1983)

### T
- Praceta Tiago Augusto Almeida ⊙
benannt nach dem Arzt Tiago Augusto Almeida (1864–1936)
- Praceta Tomás da Anunciação ⊙
- Rua Tomás da Anunciação ⊙
- Quinta do Troca ⊙

- Karte mit allen Koordinaten:
- OSM |
- WikiMap